# Georg Dionysius Ehret
Georg Dionysius Ehret (1708–1770) va ser un botànic i entomòleg alemany i ben conegut per les seves il·lustracions entre elles el llibre Genera Plantarum de Linné.
El seu pare, Ferdinand Christian Ehret, era jardiner i un bon dibuixant. Va començar la seva vida laboral com aprenent de jardiner a prop de Heidelberg, va esdevenir un dels més influents artistes botànics del seu temps. Les seves primeres il·lustracions van ser hen l'obra Hortus Cliffortianus en col·laboració amb Carl Linnaeus i George Clifford el 1735-1736.

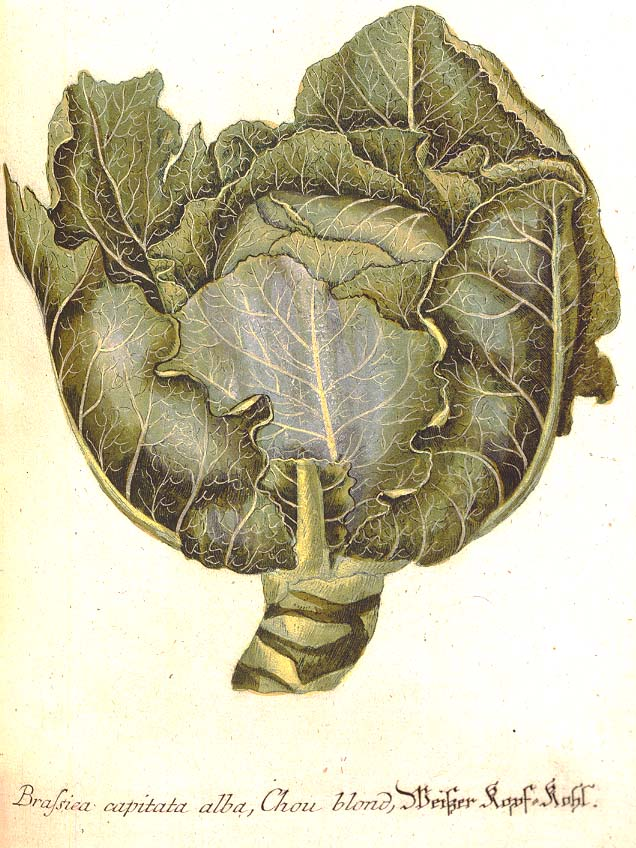
Brassica capitata
per Georg Dionysius Ehret

Es va traslladar a Anglaterra on il·lustrà molts llibres de botànica. Els seus treballs originals es troben al Natural History Museum de Londres, el Royal Botanic Gardens, Kew, la Royal Society, de Londres, la biblioteca Lindley al Royal Horticultural Society, el Victoria and Albert Museum, i la biblioteca universitària d'Erlangen.
El gènere de plantes Ehretia l'honora.

## Obres
- Methodus plantarum sexualis (1736)
- Hortus nitidissimis (en 3 volums, 1750-1786)
- The Natural History of Barbados,, Griffith Hughes, 1750.
- Plantae et papiliones rariores Arxivat 2007-07-14 a Wayback Machine.. This was published in parts from 1748 until 1759 in folio. The eighteen plates were engraved and hand-colored by Ehret himself. Most display a combination of one or more species of plants and of butterflies.
- Illustrations for Plantae selectae Arxivat 2007-08-18 a Wayback Machine. by Christoph Jakob Trew. Another copy of Plantae selectae at Missouri Botanical Gardens.
- Illustrations for Hortus Kewensis by William Aiton (in 3 volumes, 1789)
- Illustrations for Patrick Browne's spectacular The Civil and Natural History of Jamaica in three parts published in 1756.

Signatura abreujada com a botànic:Ehret